# Tułów

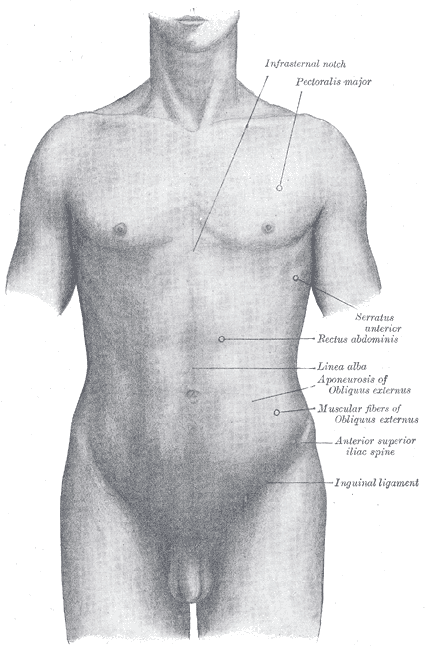
Ludzki męski tułów

Tułów (łac. truncus) – anatomiczny termin, określający centralną część ciała u wielu zwierząt, w tym u człowieka.
U bezkręgowców tułów występuje między głową i odwłokiem. Połączone z nim są narządy lokomocji (odnóża, skrzydła). Tułów stawonogów (skorupiaki, pajęczaki) czasem zrasta się z częścią głowową i tworzy głowotułów. 
U kręgowców tułów jest wydzieloną częścią ciała poza głową i szyją. Tułów mieści większość narządów wewnętrznych.
Tułów człowieka jest częścią ciała z wyłączeniem głowy, szyi i kończyn.